# Trichorthosia terminatissima
Trichorthosia terminatissima là một loài bướm đêm trong họ Noctuidae.